# Dorothy Counts
Dorothy Counts-Scoggins (Charlotte, Carolina del Norte, 25 de marzo de 1942) es una pionera de los derechos civiles y una de las primeras estudiantes afroamericanas admitidas en un colegio «exclusivamente» para blancos en Estados Unidos. Concretamente el Harding High School Harry, en Charlotte, Carolina del Norte. Tras cuatro días de acoso y viendo amenazada su seguridad, sus padres la obligaron a retirarse de la escuela.

## Historia
En 1956, cuarenta estudiantes negros solicitaron ser transferidos a escuelas para blancos. Esto ocurrió debido a la aplicación en Carolina del Norte del Plan Pearsall para la integración moderada de estudiantes de color en las escuelas para blancos, tras ser declarada inconstitucional la segregación racial por la Corte Suprema de los Estados Unidos en 1954. El 4 de septiembre de 1956, con 15 años de edad, Dorothy Counts fue una de los cuatro estudiantes afroamericanos admitidos en escuelas exclusivamente para blancos en el distrito de Charlotte. El acoso comenzó cuando la esposa de John Z. Warlick, el líder del White Citizens Council, una asociación supremacista blanca, instó a los chicos a "mantenerla fuera" y, al mismo tiempo, imploró a las niñas a escupir sobre ella, diciendo: "escupan sobre ella, niñas, escupan sobre ella." Dorothy caminó hasta la escuela sin reaccionar a los insultos de la multitud que la esperaba en la entrada del recinto. Según informó la prensa, muchas personas le escupieron y lanzaron piedras, la mayoría de los cuales aterrizaron a sus pies. Los abusos continuaron dentro de la escuela, donde le arrojaron basura mientras comía, ante la pasividad de los profesores. El fotógrafo Douglas Martin ganó el Premio World Press Photo of the Year de 1957 gracias a las fotografías tomadas ese día.
El día siguiente, Count regresó a la escuela e hizo amistad con dos chicas blancas, pero pronto se la retiraron a causa de acoso por parte de otros compañeros de clase. Su familia recibió amenazas telefónicas y tras cuatro días de incesante acoso, incluido un coche destrozado y su taquilla saqueada, el padre de Dorothy decidió llevarse a la niña de la escuela. 
La familia se mudó a Pensilvania, donde Counts acudió sin problemas a la escuela en Filadelfia. Posteriormente regresó a Charlotte, donde se graduó en psicología en la Johnson C. Smith University. Dedicó su vida profesional a cuidar a niños sin recursos.
En 2008, la Harding High School concedió a Counts un diploma honorífico. En 2010, Counts recibió una disculpa pública de un miembro de la multitud que la acosó en 1957. En 2010, la Harding High School renombró su biblioteca como Counts-Scoggins, un honor rara vez concedido a personas vivas.